# Ninpuu Sentai Hurricaneger: 10 Years After
Ninpu Sentai Hurricaneger: 10 Years After (忍風戦隊ハリケンジャー: 10 Years After Ninpū Sentai Harikenjā: Ten Iyāzu Afutā) là một bộ phim V-Cinema kỷ niệm 10 năm Ninpuu Sentai Hurricaneger. Bộ phim được phát hành vào ngày 9 tháng 8 năm 2013.

## Tóm Tắt
Một nhóm ninja không gian khởi xướng các vụ đánh bom bí ẩn trên khắp thế giới - từ Paris, đến Ai Cập, Trung Quốc và nhiều nơi khác. Nanami và Kouta theo dõi hàng loạt sự cố, nhưng ngạc nhiên khi thấy một nhân vật quen thuộc xuất hiện trước họ! Một sai lầm từ trận chiến 10 năm trước khiến các ninja phải một lần nữa cứu thế giới.

## Nội Dung
Trong khi Nanami đang tắm, Kouta đang ở trong phòng khách và một hộp thư thoại đến từ một người đàn ông tên Hase nói rằng vai trò diễn xuất mà cô đã thử vai, không phải là điều anh muốn nhưng anh nói với cô rằng cô sẽ có cơ hội khác. Ngay sau đó Kouta nhận được một cuộc điện thoại từ những đứa trẻ của anh ấy và nói với họ rằng anh ấy bị mắc kẹt tại nơi làm việc, Nanami hét lên và nhìn thấy một con dơi với cơn bão Gyro của cô ấy và đuổi theo sau khi nó đá nó và con dơi đã làm rơi nó. Con dơi trở thành một con quái vật và bắt đầu lấy Huy chương Shinobi của cô nhưng được gọi lại nhanh chóng. Trước khi rời đi, anh ta nói rằng anh ta là một phần của Bảy ngọn giáo tối, một trong những Jakanja, nhưng chưa, Spear Zero, Bat Zhe Rumba.
Trong khi đó tại câu lạc bộ đêm mà Ikkou hát một bài hát với một ban nhạc tên là JUNretsu và Isshu đi chơi với các bạn nữ. Tuy nhiên, một trong những phụ nữ trông quen thuộc với họ và ngay sau đó, một hình người màu đen với mũ bảo hiểm HurricaneRed màu đen xuất hiện và sử dụng một kỹ thuật kiếm. Anh em nhà Gouraiger thấy Huy chương Shinobi của họ biến mất và phát hiện ra rằng kỹ thuật kiếm là sóng Ánh sáng Kabuto mà Ikkou đã dạy cho Yousuke. Nhân vật màu đen biến thành Yousuke và trao huy chương cho người phụ nữ biến thành Furabiijo. Yousuke sau đó nói rằng mười năm qua anh dành cho đồng đội là một sai lầm trước khi tan biến. Nanami và Kouta đến văn phòng của Yousuke và thấy nó trống rỗng với những bức ảnh của anh ta trên khắp thế giới và các tập tin TOP SECRET trên bàn của anh ta mỗi người về các chi nhánh của Trường Ninja phổ quát khác nhau trên khắp thế giới. Sau đó, một cậu bé xuất hiện ở cửa và nói rằng anh hùng sẽ chết nhưng sau đó bị trục trặc và nhờ Yousuke giúp đỡ.
Trong khi đó, Furabiijo đặt huy chương của Gouraigers lên logo Jakanja, giữ cậu bé xuất hiện trong văn phòng của Yousuke trên cây thánh giá gây sốc cho anh ta. Trong khi đó, Nanami và Kouta bay quanh thành phố để tìm hiểu chuyện gì đang xảy ra. Yousuke nhấn nút để phá hủy một tòa nhà nhưng hai Hurricanegers nói rằng họ đã giải giáp nó và bắt Yousuke sẽ được đưa đến một cuộc họp. Trong một không gian con như phòng, một người phụ nữ đằng sau tấm màn hỏi Yousuke đang làm gì nhưng sau đó, Hinata và Oboro xuất hiện và được cho biết họ không được gọi cho cuộc họp. Kouta nói rằng anh và Nanami đã bị một Jakanja tấn công nhưng không được. Anh ta cũng nói rằng anh ta theo sau Huy chương Shinobi và nói rằng các Gouraigers đã mất của họ và nói Yousuke đã lấy chúng. Nanami sau đó nói rằng họ đã nhìn thấy một cậu bé bên ngoài văn phòng của Yousuke. Ngay sau đó Rumba xuất hiện và Oboro tuyên bố có một người đàn ông đã gia nhập hàng ngũ của Jakanja và là chiến binh lành nghề nhất của trường phái Ninja thống nhất. Các Hurricanegers sau đó phát hiện ra rằng Yousuke đã để đồng đội của mình bắt giữ anh ta. Sau đó, Yousuke nhìn xuống dưới tấm màn và tìm thấy một người phụ nữ có họ hàng với Lady Gozen và nhận Huân chương Shurikenger Shinobi. Yousuke bảo Rumba thả Tenkai và cậu bé xuất hiện nhưng nhận ra đó là hình ba chiều. Rumba biến mất và Hurricanegers được dịch chuyển đến Thung lũng Shinobi.
Bão muốn có câu trả lời và Yousuke nói với họ tên con trai là Tenkai, một cậu bé mà anh ta bất tỉnh trên bờ biển và anh ta tham gia vào cuộc phiêu lưu của mình nhưng không chịu đến bệnh viện. Một ngày nọ, Yousuke tìm thấy Tenkai bị Rumba bắt giữ và cho anh ta thấy hồi tưởng từ mười năm trước sau khi Hurricanegers và Gouraigers đánh bại kẻ thù và cho thấy Tenkai thừa hưởng dòng máu từ Evil Will để đánh thức nó trong anh ta, nó cần sức mạnh của Huy chương Shinobi.. Sau khi Gouraigers xuất hiện, họ nói với họ về thời gian họ có. Vấn đề nói với họ rằng anh ta biết Huy chương Shinobi ở đâu vì anh ta có một máy phát. Yousuke sau đó gia nhập đội để cứu Tenkai. Khi họ đến lớp, họ thấy Tenkai sắp đánh thức ý chí vĩ đại. Nhưng Yousuke bảo anh ta nhớ những gì họ đã trải qua và Tenkai thoát ra và bị dịch chuyển ra khỏi lớp. Tenkai sau đó chiến đấu với Magerappa và huy chương Shurikenger Shinobi phát sáng sau đó biến thành quả bóng Shuriken khi anh biến thành Shurikenger. Sau đó, anh ta sử dụng kỹ thuật biến mất để lấy năm huy chương Shinobi khác để trở về Gouraigers và Hurricanegers khi họ biến hình và thực hiện rolecall của họ.
Hurricanegers chiến đấu với quân đội Magerappa và thực hiện các kỹ thuật đặc biệt liên quan đến diễn xuất, ca hát và nhảy múa. Nhưng sau đó Bat Zhe Rumba triệu tập hai người đàn ông mặc áo choàng đen bắt đầu tấn công HurricaneRed và Shurikenger bất tỉnh nhưng họ đã lấy lại được trên đôi chân của mình. Shurikenger sử dụng Chế độ Lửa và anh ta và HurricaneRed sử dụng chiêu thức đặc biệt của Shurikenger's. Sau đó, cả sáu người sử dụng đòn tấn công Kage no mai vào Rumba và sử dụng tất cả sáu vũ khí của họ để thực hiện Cuộc hội ngộ mười năm, Tiện ích cuối cùng và tiêu diệt Rumba khi Furabiijo và Wendinu biến mất. Oboro và Mugensai rất ấn tượng khi 6 chiến binh đánh bại Rumba nhưng anh ta biến thành một con chuột đồng khi nghe tin anh ta phải trả hóa đơn cho các chi nhánh bị hư hại. Trong phần tín dụng cuối, Yousuke hỏi những người khác rằng họ có muốn tìm kiếm người kế vị cho mình không. Nanami vẫn muốn trở thành một Hurricaneger và tiếp tục sự nghiệp của mình, Ikkou nói với họ rằng anh ta vẫn muốn trở thành một Gouraiger và vẫn là một phần của JUNr

## Liên Quan
Như tiêu đề cho thấy, bộ phim này diễn ra mười năm sau khi Hurricanegers đánh bại Boss Tao Zant. Tuy nhiên, bộ phim này chỉ lấy bối cảnh liên tục của phim truyền hình chứ không phải toàn bộ vũ trụ Super Sentai. Trong vũ trụ này, Shurikenger nguyên bản vẫn chết và Hurricanegers tan rã sau trận chiến cuối cùng. Furabijo và Wendinu vẫn còn sống. Không có tài liệu tham khảo cho các sự kiện của Abaranger vs. Hurricaneger, Boukenger vs. Super Sentai, Legend War, team-up với Gokaigers hoặc Super Hero Taisen. Để thêm sự bất ngờ, khi Shurikenger tham gia Ninninger's The Legendary Ninja! Yokai Karuta Tactics, là Shurikenger gốc, không phải Tenkai.

## Nhân vật

### Hurricanegers
| HurricaneRed    | Yousuke Shiina |
| HurricaneBlue   | Nanami Nono    |
| HurricaneYellow | Kouta Bitou    |

### Gouraigers
| KabutoRaiger | Ikkou Kasumi  |
| KuwagaRaiger | Isshuu Kasumi |

### Shurikenger
| Shurikenger | Tenkai |

### Đồng Minh
- Sensei Mugensai Hinata
- Oboro Hinata
- Lady Gozen's relative

### Phản Diện
- Zero Spear, Bat Zhe Rumba
- First Spear, Furabiijo
- Fourth Spear, Wendinu

| HurricaneDark | Yousuke Shiina |

## Diễn viên
- Yousuke Shiina (椎名 鷹介 Shīna Yōsuke?): Shun Shioya (塩谷 瞬 Shioya Shun?)
- Nanami Nono (野乃 七海 Nono Nanam?): Nao Nagasawa (長澤 奈央 Nagasawa Nao?)
- Kouta Bitou (尾藤 吼太 Bitō Kōta?): Kohei Yamamoto (山本 康平 Yamamoto Kōhei?)
- Ikkou Kasumi (霞 一甲 Kasumi Ikkō?): Yujiro Shirakawa (白川 裕二郎 Shirakawa Yūjirō?)
- Isshuu Kasumi (霞 一鍬 Kasumi Isshū?): Nobuo Kyo (姜 暢雄 Kyō Nobuo?)
- Tenkai (天界?): Koumi Hashimoto (橋本 仰未 Hashimoto Kōmi?)
- Mugensai Hinata (日向 無限斎 Hinata Mugensai?): Ken Nishida (西田 健 Nishida Ken?)
- Oboro Hinata (日向おぼろ Hinata Oboro?): Shoko Takada (高田聖子 Takada Shōko?)
- First Spear, Furabiijo (壱の槍・フラビージョ Ichi no yari Furabījo?): Azusa Yamamoto (山本 梓 Yamamoto Azusa?)
- Fourth Spear, Wendinu (四の槍・ウェンディーヌ Shi no yari Wendīnu?): Mio Fukuzumi (福澄 美緒 Fukuzumi Mio?)
- Lady Gozen (御前様 Gozen-sama?): Hitomi Miwa (三輪 ひとみ Miwa Hitomi?)
- Suzune Bitou (尾藤鈴音 Bitō Suzune?): Mayu Nitta (新田麻結 Nitta Mayu?)
- Riku Bitou (尾藤 陸 Bitō Riku?): Hokuto Matsuda (松田北斗 Matsuda Hokuto?)
- Members of JUNretsu:
  - Ryohei Odai (小田井 涼平 Odai Ryōhei?)
  - Kazuyoshi Sakai (酒井 一圭 Sakai Kazuyoshi?)
  - Yūsuke Tomoi (友井 雄亮 Tomoi Yūsuke?)
  - Tatsuya Hayashida (林田達也 Hayashida Tatsuya?)
  - Shota Gogami (後上翔太 Gogami Shōta?)
- Narrator, Zero Spear, Bat Zhe Rumba (零の槍 バット・ゼ・ルンバ Zero no Yari Batto Ze Runba?, Voice): Hironori Miyata (宮田 浩徳 Miyata Hironori?)
- Bat Zhe Rumba's Clone Bat: Yoshinori Okamoto (岡本 美登 Okamoto Yoshinori?), Shoma Kai (甲斐 将馬 Kai Shōma?)
- Hostess: Miwako Sano (佐野三和子 Sano Miwako?), Azusa Sato (佐藤あずさ Satō Azusa?)
- Aroma Shimorenjaku (下連雀あろま Shimorenjaku Aroma?): Yuko Aoyanagi (青柳夕子 Aoyanagi Yūko?)

### diễn viên phục trang
- HurricaneRed: Ryuichi Hashimoto (松本 竜一 Matsumoto Ryūichi?)
- HurricaneBlue: Ayumi Shimozono (下園 愛弓 Shimozono Ayumi?)
- HurricaneYellow: Masashi Shirai (白井 雅士 Shirai Masashi?)
- KabutoRaiger: Hideaki Kusaka (日下 秀昭 Kusaka Hideaki?)
- KuwagaRaiger: Yasuhiko Imai (今井 靖彦 Imai Yasuhiko?)
- Shurikenger: Hiroyuki Tanaka (田中 宏幸 Tanaka Hiroyuki?)
- Bat Zhe Rumba: Yugo Fujii (藤井 祐伍 Fujii Yūgo?)

## Nhân viên
- Jun Hikasa và Hideaki Tsukada– Nhà sản xuất
- Kazuo Katou và Takeshi Nakano –
- Nao Nagasawa và Kouhei Yamamoto –
- Katsuya Watanabe – Đạo diễn
- Junichi Miyashita – Biên kịch

## Quảng cáo

The Hurricanegers making a guest appearance in the Kyoryuger ending.

Hurricaneger bộ ba diễn viên đã xuất hiện trong đoạn kết của Sentai đương nhiệm, Zyuden Sentai Kyoryuger, phát sóng sau tập thứ hai mươi bốn phát sóng năm ngày trước khi phát hành phim.